# Triumf woli
Triumf woli (niem. Triumph des Willens) – niemiecki film propagandowy nakręcony przez Leni Riefenstahl w 1934 roku podczas zjazdu NSDAP (partii hitlerowskiej) w Norymberdze. Film trafił do kin w marcu 1935 r. i spotkał się z powszechnym uznaniem zarówno w kraju, jak i za granicą. Był nieprzerwanie wyświetlany w kinach i choć po wojnie został w Niemczech zakazany, to nadal jest klasykiem dokumentu propagandowego XX wieku.

## Charakterystyka
Film wpływał na emocjonalność ówczesnego niemieckiego widza poprzez gwałtowne przemówienia Hitlera, ale i przez ukazanie ogromu uroczystości i perfekcyjności wykonania zjazdu poprzez ujęcia z oddali. Celem politycznym VI zjazdu było ukazanie jednolitości i solidarności w szeregach hitlerowskich organizacji pod niekwestionowanym przywództwem Hitlera. Jest to szczególnie widoczne w przemówieniu Rudolfa Hessa. Zjazd NSDAP w 1934 roku miał potwierdzić pełną kontrolę partii nad SA, której poprzednie dowództwo zostało wymordowane trzy miesiące wcześniej w nocy długich noży. W jednym z przemówień Hitler nie omieszkał wspomnieć o czystości rasowej przywódców partyjnych. Film pokazuje VI zjazd partyjny NSDAP, który odbył się w dniach 4–10 września 1934 roku w Norymberdze.
Obraz zawiera wiele elementów ekspresjonistycznego kina niemieckiego lat 20. XX wieku oraz wszystkie składowe tego kina z lat 30. Reżyserka poświęca wiele uwagi wizjom nocnym, masowej psychozie, której ulegli jej rodacy, tworząc w pewnym stopniu kliniczne studium tego zachowania. Do perfekcji doprowadziła grę światłocieniem, ukazując np. "przezroczyste" na tle pochodni flagi i sztandary, podświetlone sylwetki ludzi, maszerujące kolumny spowite mgłą i aureolami, w tym samego Hitlera w świetlistej zorzy. Widz odkrywa predylekcję do zbliżeń, w których nawet małe przedmioty (np. pasy z nabojami) uzyskują rozmach i ogrom, postacie ludzkie spiżową powagę, a twarze twardy, "granitowy" wyraz. Ostateczny efekt reżyserka uzyskuje dzięki dynamicznej pracy kamery obsługiwanej przez jej operatora, Hansa Ertla, współtwórcy sukcesu obrazu.
Uzupełnieniem Triumfu woli jest film dokumentalny Raya Müllera Potęga obrazu. W filmie tym można zobaczyć zarówno materiały z produkcji Triumfu woli jak i rzeczywiste przesłanki kierujące Leni Riefenstahl podczas kręcenia filmu.

## Streszczenie[4]
Film rozpoczyna się prologiem, jedynym komentarzem w filmie. Składa się z tekstu na szarym tle:
Am 5. September 1934
[Piątego września 1934 roku]
20 Jahre nach dem Ausbruch des Weltkrieges
[20 lat po wybuchu Wojny Światowej]
16 Jahre nach dem Anfang deutschen Leidens
[16 lat po rozpoczęciu niemieckiego cierpienia]
19 Monate nach dem Beginn der deutschen Wiedergeburt
[19 miesięcy po rozpoczęciu niemieckiego odrodzenia]
flog Adolf Hitler wiederum nach Nürnberg, um Heerschau abzuhalten über seine Getreuen
[Adolf Hitler poleciał ponownie do Norymbergi na przegląd kolumn jego wiernych zwolenników]

### Dzień 1.
Film rozpoczyna się ujęciami chmur nad miastem, a następnie przebija się przez chmury i pokazuje miasto z góry z zamiarem ukazywania piękna i majestatu sceny. Krzyżowy cień samolotu Hitlera (podobny do orła) jest widoczny jak przepływa nad małymi postaciami maszerujących poniżej, wraz z grą Horst-Wessel Lied przez orkiestrę. Po przybyciu na lotnisko w Norymberdze, Hitler i inni przywódcy nazistowscy wyłaniają się z jego samolotu. Są witani gromkimi brawami przez wiwatujący tłum. Hitler jest następnie odprowadzany do hotelu w Norymberdze przez równie entuzjastyczny tłum, gdzie w nocy odbywa się wiec.

### Dzień 2.
Drugi dzień zaczyna się od zdjęć Norymbergi o świcie. W tle słychać „Wach auf!” z III aktu opery Śpiewacy norymberscy Richarda Wagnera. Następnie widz filmu widzi sceny przygotowań uczestników do otwarcia Kongresu Partii Rzeszy i materiał z głównymi urzędnikami hitlerowskimi przybywającymi na Luitpold Arena. Film następnie pokazuje ceremonię otwarcia, gdzie Rudolf Heß ogłasza rozpoczęcie Kongresu. Film następnie ukazuje wiele czołowych postaci i ich mowy, w tym Josepha Goebbelsa, Alfreda Rosenberga, Hansa Franka, Fritza Todta, Roberta Leya i Juliusa Streichera. Następnie film pokazuje zewnętrzny wiec dla Reichsarbeitsdienst (Służby Pracy), która jest przede wszystkim serią quasimilitarnych ćwiczeń robotników z łopatami. Jest to również ujęcie, gdzie Hitler daje swoje pierwsze przemówienie o zasługach Służby Pracy i pochwałą ich za pracę w odbudowie Niemiec. Wtedy kończy się dzień – widz filmu widzi paradę SA z pochodniami na której  Wiktor Lutze przemawia do tłumów.

### Dzień 3.
Trzeci dzień zaczyna się wiecem Hitlerjugend na placu apelowym. Znów kamera obejmuje przybyłych dygnitarzy hitlerowskich i przedstawienie Hitlera przez Baldura von Schiracha. Hitler wtedy zwraca się do młodzieży, opisując w sposobach militarnych potrzebę ich mężności i przygotowania się na ofiarę. Wszyscy obecni, w tym generał Werner von Blomberg, uczestniczą w paradzie wojskowej i przeglądzie z udziałem kawalerii Wehrmachtu i różnych pojazdów opancerzonych. Tej nocy Hitler wykonuje inną mowę do niższych rangą urzędników partyjnych przy pochodniach, upamiętniając pierwszy rok od przejęcia władzy przez nazistów i deklaracji państwa i partii jako jedności.

### Dzień 4.
Czwarty dzień jest kulminacją filmu, gdzie zostają zaprezentowane najbardziej pamiętne zdjęcia. Hitler otoczony przez Heinricha Himmlera i Viktora Lutzego idą wzdłuż długiego i szerokiego korytarza uformowanego z ponad 150 000 żołnierzy SA i SS stojących na baczność, po czym kładą wieniec na pamiątkę Pierwszej Wojny Światowej. Hitler następnie wizytuje żołnierzy SA i SS, po czym Hitler i Lutze wygłaszają mowę, w której wspominają Noc Długich Noży i czystkę SA mającą miejsce kilka miesięcy wcześniej. Lutze potwierdza wierność SA dla reżimu i Hitler zwalnia SA z przestępstw popełnionych przez Ernsta Röhma. Nowe flagi partyjne są konsekrowane przez dotykanie nimi Sztandaru Krwi (ta sama flaga była niesiona przez upadłych nazistów podczas puczu monachijskiego). Następnie ma miejsce końcowa parada przed Kościołem Najświętszej Marii Panny, Hitler wygłasza końcowe przemówienie. W nim potwierdza prymat Partii Nazistowskiej w Niemczech, deklarując: "Wszyscy lojalni Niemcy staną się narodowymi socjalistami. Tylko najlepsi narodowi socjaliści są towarzyszami!" Hess następnie prowadzi tłum w końcówce salutu Sieg Heil, zaznaczając w ten sposób koniec kongresu. Cały tłum śpiewa Horst-Wessel-Lied, podczas gdy kamera najeżdża na wielki baner ze swastyką, która zanika, na sylwetki maszerujących ludzi w hitlerowskich mundurach, maszerujących w szyku.

## Nagrody
- Narodowa Nagroda Filmowa 1934/1935, przyjęła 25 lipca 1935 r. z rąk Josepha Goebbelsa.
- Nagroda za najlepszy zagraniczny film dokumentalny (dell'Istituto Nazionale LUCE) na Międzynarodowym Festiwalu Filmowym (Biennale) w Wenecji w 1935 roku
- Złoty Medal i Wielka Nagroda Francuska (Wielka Nagroda Paryskiej Wystawy Światowej) – 1937[5]